# Marcus Armstrong
Marcus Armstrong (Christchurch, Nueva Zelanda; 29 de julio de 2000) es un piloto de automovilismo neozelandés. Desde 2017 hasta 2021 fue miembro de la Academia de pilotos de Ferrari. Fue campeón de Fórmula 4 Italiana y subcampeón de ADAC Fórmula 4 en el mismo año. En 2019 fue subcampeón del Campeonato de Fórmula 3 de la FIA y de la Toyota Racing Series. Entre 2020 y 2022 corrió en el Campeonato de Fórmula 2 de la FIA, logrando cuatro victorias y ocho podios.
Desde 2023 es piloto de IndyCar Series, resultando Novato del Año en su primera temporada.

## Resumen de carrera
| Temporada | Categoría                                       | Equipo                                | Carreras     | Victorias    | Poles        | VR           | Podios       | Puntos       | Pos.         |
| --------- | ----------------------------------------------- | ------------------------------------- | ------------ | ------------ | ------------ | ------------ | ------------ | ------------ | ------------ |
| 2013-14   | Toyota Finance 86 Championship                  | Neale Motorsport                      | 7            | 0            | 0            | 0            | 0            | 316          | 8.º          |
| 2014-15   | Toyota Finance 86 Championship                  | Neale Motorsport                      | 8            | 3            | 2            | 1            | 5            | 482          | 7.º          |
| 2014-15   | Fórmula Ford Nueva Zelanda                      | N/A                                   | 3            | 1            | 1            | 0            | 2            | 0            | NC†          |
| 2015-16   | Toyota Finance 86 Championship                  | Neale Motorsport Auckland City Toyota | 3            | 0            | 0            | 1            | 2            | 150          | 17.º         |
| 2016      | Campeonato de Otoño de BRDC Fórmula 3 Británica | Double R Racing                       | 3            | 0            | 0            | 1            | 0            | 0            | NC†          |
| 2016      | Eurocopa de Fórmula Renault 2.0                 | R-ace GP                              | 2            | 0            | 0            | 0            | 0            | 0            | NC†          |
| 2016      | Copa de Europa del Norte de Fórmula Renault 2.0 | R-ace GP                              | 2            | 0            | 0            | 0            | 0            | 23           | 24.º         |
| 2017      | Campeonato de Italia de Fórmula 4               | Prema Powerteam                       | 21           | 4            | 6            | 0            | 13           | 283          | 1.º          |
| 2017      | ADAC Fórmula 4                                  | Prema Powerteam                       | 21           | 3            | 2            | 1            | 11           | 241          | 2.º          |
| 2017      | Toyota Racing Series                            | M2 Competition                        | 15           | 3            | 1            | 0            | 8            | 792          | 4.º          |
| 2018      | Campeonato Europeo de Fórmula 3 de la FIA       | Prema Theodore Racing                 | 30           | 1            | 3            | 3            | 10           | 260          | 5.º          |
| 2018      | Gran Premio de Macao                            | SJM Theodore Racing by Prema          | 1            | 0            | 0            | 0            | 0            | N/A          | 8.º          |
| 2018      | Toyota Racing Series                            | M2 Competition                        | 15           | 2            | 1            | 1            | 10           | 901          | 3.º          |
| 2019      | Toyota Racing Series                            | M2 Competition                        | 15           | 5            | 2            | 5            | 10           | 346          | 2.º          |
| 2019      | Campeonato de Fórmula 3 de la FIA               | PREMA Racing                          | 16           | 3            | 1            | 4            | 7            | 158          | 2.º          |
| 2019      | Gran Premio de Macao                            | SJM Prema Theodore Racing             | 1            | 0            | 0            | 0            | 0            | N/A          | 8.º          |
| 2020      | Campeonato de Fórmula 2 de la FIA               | ART Grand Prix                        | 24           | 0            | 0            | 0            | 2            | 52           | 13.º         |
| 2021      | Campeonato de Fórmula 2 de la FIA               | DAMS                                  | 23           | 1            | 0            | 0            | 2            | 49           | 13.º         |
| 2022      | Campeonato de Fórmula 2 de la FIA               | Hitech Grand Prix                     | 28           | 3            | 0            | 0            | 4            | 93           | 13.º         |
| 2023      | IndyCar Series                                  | Chip Ganassi Racing                   | 12           | 0            | 0            | 0            | 0            | 214          | 20.º         |
| 2023      | Gran Premio de Macao                            | MP Motorsport                         | 1            | 0            | 0            | 0            | 0            | N/A          | 18.º         |
| 2024      | IndyCar Series                                  | Chip Ganassi Racing                   | 18           | 0            | 0            | 0            | 1            | 298          | 14.º         |
| 2025      | IndyCar Series                                  | Meyer Shank Racing                    | Disputándose | Disputándose | Disputándose | Disputándose | Disputándose | Disputándose | Disputándose |
| Fuente:   |                                                 |                                       |              |              |              |              |              |              |              |

- † Armstrong fue piloto invitado, por lo tanto no fue apto para sumar puntos.

## Resultados

### Campeonato Europeo de Fórmula 3 de la FIA
(Clave) (negrita indica pole position) (cursiva indica vuelta rápida)

| Año     | Equipo                | Motor    | 1       | 2       | 3          | 4         | 5     | 6         | 7     | 8     | 9     | 10      | 11    | 12       | 13        | 14      | 15    | 16      | 17      | 18        | 19      | 20       | 21        | 22      | 23      | 24      | 25      | 26    | 27      | 28        | 29        | 30        | Pos. | Puntos |
| ------- | --------------------- | -------- | ------- | ------- | ---------- | --------- | ----- | --------- | ----- | ----- | ----- | ------- | ----- | -------- | --------- | ------- | ----- | ------- | ------- | --------- | ------- | -------- | --------- | ------- | ------- | ------- | ------- | ----- | ------- | --------- | --------- | --------- | ---- | ------ |
| 2018    | Prema Theodore Racing | Mercedes | PAU 1 5 | PAU 2 3 | PAU 3 Ret‡ | HUN 1 Ret | HUN 2 | HUN 3 Ret | NOR 1 | NOR 2 | NOR 3 | ZAN 1 4 | ZAN 2 | ZAN 3 16 | SPA 1 Ret | SPA 2 6 | SPA 3 | SIL 1 6 | SIL 2 5 | SIL 3 Ret | MIS 1 2 | MIS 2 13 | MIS 3 Ret | NÜR 1 6 | NÜR 2 4 | NÜR 3 5 | RBR 1 4 | RBR 2 | RBR 3 5 | HOC 1 Ret | HOC 2 Ret | HOC 3 Ret | 5.º  | 260    |
| Fuente: |                       |          |         |         |            |           |       |           |       |       |       |         |       |          |           |         |       |         |         |           |         |          |           |         |         |         |         |       |         |           |           |           |      |        |

- ‡ Como no se completó el 75% de la carrera, se otorgaron la mitad de los puntos.

### Campeonato de Fórmula 3 de la FIA
(Clave) (negrita indica pole position) (cursiva indica vuelta rápida puntuable)

| Año  | Escudería    | 1   | 1   | 2   | 2   | 3   | 3   | 4   | 4   | 5   | 5   | 6   | 6   | 7   | 7   | 8   | 8   | Pos. | Puntos | Ref.  |
| ---- | ------------ | --- | --- | --- | --- | --- | --- | --- | --- | --- | --- | --- | --- | --- | --- | --- | --- | ---- | ------ | ----- |
| 2019 | PREMA Racing | BAR | BAR | LEC | LEC | SPI | SPI | SIL | SIL | BUD | BUD | SPA | SPA | MNZ | MNZ | SOC | SOC | 2.º  | 158    | [ 5 ] |
| 2019 | PREMA Racing | 3   | 5   | 6   | 6   | 3   | 19  | 3   | 4   | 8   | 1   | 8   | 1   | 21  | 14  | 1   | 2   | 2.º  | 158    | [ 5 ] |

### Campeonato de Fórmula 2 de la FIA
(Clave) (negrita indica pole position) (cursiva indica vuelta rápida puntuable)

| Año  | Escudería      | 1    | 1    | 2    | 2    | 3   | 3   | 4    | 4    | 5    | 5    | 6   | 6   | 7   | 7   | 8   | 8   | 9   | 9   | 10  | 10  | 11   | 11   | 12   | 12   | Pos. | Puntos | Ref.  |
| ---- | -------------- | ---- | ---- | ---- | ---- | --- | --- | ---- | ---- | ---- | ---- | --- | --- | --- | --- | --- | --- | --- | --- | --- | --- | ---- | ---- | ---- | ---- | ---- | ------ | ----- |
| 2020 | ART Grand Prix | SPI1 | SPI1 | SPI2 | SPI2 | BUD | BUD | SIL1 | SIL1 | SIL2 | SIL2 | BAR | BAR | SPA | SPA | MNZ | MNZ | MUG | MUG | SOC | SOC | SAK1 | SAK1 | SAK2 | SAK2 | 13.º | 52     | [ 6 ] |
| 2020 | ART Grand Prix | 2    | Ret  | 7    | 3    | Ret | 9   | 16   | 10   | 14   | 14   | Ret | 15  | 15  | Ret | 14  | 18  | 9   | 11  | 9   | 14  | 7    | 4    | 11   | 14   | 13.º | 52     | [ 6 ] |

| Año  | Escudería | 1   | 1   | 1   | 2   | 2   | 2   | 3   | 3   | 3   | 4   | 4   | 4   | 5   | 5   | 5   | 6   | 6   | 6   | 7   | 7   | 7   | 8   | 8   | 8   | Pos. | Puntos | Ref.  |
| ---- | --------- | --- | --- | --- | --- | --- | --- | --- | --- | --- | --- | --- | --- | --- | --- | --- | --- | --- | --- | --- | --- | --- | --- | --- | --- | ---- | ------ | ----- |
| 2021 | DAMS      | SAK | SAK | SAK | MON | MON | MON | BAK | BAK | BAK | SIL | SIL | SIL | MNZ | MNZ | MNZ | SOC | SOC | SOC | YED | YED | YED | YMC | YMC | YMC | 13.º | 49     | [ 7 ] |
| 2021 | DAMS      | Ret | 10  | 5   | 10  | Ret | Ret | 7   | Ret | Ret | 9   | 2   | 12  | 11  | 15  | 9   | 11  | C   | 11  | 1   | Ret | 8   | 10  | Ret | 7   | 13.º | 49     | [ 7 ] |

| Año  | Escudería         | 1   | 1   | 2   | 2   | 3   | 3   | 4   | 4   | 5   | 5   | 6   | 6   | 7   | 7   | 8   | 8   | 9   | 9   | 10  | 10  | 11  | 11  | 12  | 12  | 13  | 13  | 14  | 14  | Pos. | Puntos | Ref.  |
| ---- | ----------------- | --- | --- | --- | --- | --- | --- | --- | --- | --- | --- | --- | --- | --- | --- | --- | --- | --- | --- | --- | --- | --- | --- | --- | --- | --- | --- | --- | --- | ---- | ------ | ----- |
| 2022 | Hitech Grand Prix | SAK | SAK | YED | YED | IMO | IMO | BAR | BAR | MON | MON | BAK | BAK | SIL | SIL | SPI | SPI | LEC | LEC | BUD | BUD | SPA | SPA | ZAN | ZAN | MNZ | MNZ | YMC | YMC | 13.º | 93     | [ 8 ] |
| 2022 | Hitech Grand Prix | Ret | 5   | Ret | 5   | 1   | 16  | 10  | 7   | 3   | 6   | 4   | 12  | 9   | 8   | 1   | Ret | 14  | Ret | 7   | 6   | 7   | 13  | 1   | 14  | 10  | 12  | 10  | 9   | 13.º | 93     | [ 8 ] |

### IndyCar Series
(Clave) (negrita indica pole position) (cursiva indica vuelta rápida)

| Año     | Escudería           | Motor | 1      | 2     | 3      | 4      | 5      | 6       | 7     | 8      | 9      | 10     | 11     | 12     | 13     | 14     | 15    | 16     | 17     | 18    | Pos. | Puntos |
| ------- | ------------------- | ----- | ------ | ----- | ------ | ------ | ------ | ------- | ----- | ------ | ------ | ------ | ------ | ------ | ------ | ------ | ----- | ------ | ------ | ----- | ---- | ------ |
| 2023    | Chip Ganassi Racing | Honda | STP 11 | TXS   | LBH 8  | ALA 11 | IMS 15 | INDY    | DET 8 | ROA 24 | MDO 9  | TOR 7  | IOW    | IOW    | NSH 13 | IMS 24 | GAT   | POR 19 | LAG 8  |       | 20.º | 214    |
| 2024    | Chip Ganassi Racing | Honda | STP 25 | THE 5 | LBH 12 | ALA 9  | IGP 5  | INDY 30 | DET 3 | ROA 26 | LAG 22 | MDO 17 | IOW 10 | IOW 19 | TOR 5  | GAT 8  | POR 5 | MIL 21 | MIL 26 | NSH 7 | 14.º | 298    |
| 2025*   | Meyer Shank Racing  | Honda | STP 24 | THE 7 | LBH 14 | ALA 17 | IGP 7  | INDY 18 | DET 6 | GAT 9  | ROA 5  | MDO 7  | IOW 9  | IOW 3  | TOR 14 | LAG 8  | POR 8 | MIL    | NSH    |       | 9.º  | 331    |
| Fuente: |                     |       |        |       |        |        |        |         |       |        |        |        |        |        |        |        |       |        |        |       |      |        |

- * Temporada en progreso.